# Hồng Kim
Hồng Kim là một xã miền núi thuộc huyện A Lưới, thành phố Huế, Việt Nam.
Xã Hồng Kim có diện tích 40,76 km², dân số năm 1999 là 1.451 người và mật độ dân số đạt 36 người/km².

## Hành chính
Tính đến năm 2015 (theo Nghị quyết 09/NQ-HĐND tỉnh), xã Hồng Kim có 4 thôn: A Tia 1, A Tia 2, Đút 1, Đút 2.